# جاكي هدسون
جاكلين مارى «جاكى» هادسن (بالإنجليزية: Jackie Hudson) هي راهبة أمريكية، ولدت في 19 نوفمبر 1934، عضو في النظام الدينى الكاثوليكى المستجدى "OP " وناشطة مناهضة للأسلحة النووية. وعملت على مدار 29 عاما الأولى من سنوات حياتها العملية كمعلمة موسيقى. وكرست حياتها كناشطة مناهضة للحرب بعد إحالتها على المعاش من التعليم، خلال الفترة التي أدى نشاطها لإلقاء القبض عليها عدة مرات. توفيت في 3 أغسطس 2011عن عمر ناهز 76 عاما بسبب ورم نخاعي متعدد.

## بداية حياتها، والتعليم، والمهنة
ولدت هادسن في مدينة ساغيناو بولاية ميشيغان. وكانت أصغر اخواتها الإثنين. درس والدها بمعهد لاهوتى لفترة، وكان والداها متدينيين للغاية. فنشأت هادسن على طائفة الروم الكاثوليك، والتحقت بالمدارس الكاثوليكية لإكمال تعليمها. وقررت الانضمام للرهبان الدومينيكيين بغراند رابدز عام 1952، عندما بلغت 18 عاما. و جاء التصريح لهادسن بالالتحاق بكلية فاندركوك للموسيقى المعنية بالتعليم الدينى بجانب الموسيقى بعد تشكيلها الأولى كعضوة بجماعتها الدينية. وأدى هذا إلى ثلاثة عقود من المهنية الطويلة كمعلمة للموسيقى بسلسلة من صغار المدارس الثانوية الكاثوليكية الرومانية في ماتشيجان؛ حيث كانت تدرس البيانو والفرقة والموسيقى الصوتية. وخلال هذه الفترة، غنت مع مجموعة موسيقية مكونة من راهبات دومينيكيين، والمعروفة باسم الميلوديز.

## النضال
بدأت هادسن في دراسة تأثيرات القنبلة النووية والإشعاع على البيئة والناس، بعد إحالتها على المعاش في مطلع عام 1980. وبسبب ما وجدت، ركزت مع قساوستها على السلام والاحتجاج على الانتشار النووى. واحتجت في عام 1983 على تقديم قذائف بحرية نووية لماتشيجان. وفي عام 1990، ألقى القبض عليها وقضت بالسجن 6 أشهر بسبب الوصول بشكل غير قانونى لمخبأ بقاعدة ورتسميث للدفاع الجوى، والرسم على جانب من الجدران «يحيا المسيح، ضد السلاح». كان لدى هادسن ايمان قوى بأنها تقوم بالشئ الصحيح وتعيش بإيمانها في الحياة، وقالت أن «} المسيح{ صنع الحياة قبل القانون». وفي هذا السياق، كانت تقوم بتقرير من قبل جماعتها بأن للأعضاء الحرية في اتخاذ وقفات اجتماعية عن ما يدور بداخل أعماقهم كأفراد من دون تمثيل الراهبات. انتقلت هادسن لمدينة بريميرتون بولاية واشنطن في عام 1993؛ حيث انضمت لمجتمع سلام للمشاركة في قضايا العدالة الاجتماعية. وحصلت على شهادة كسائق تجارى وحصلت على وظيفة سائق حافلة بالمدينة من أجل جلب دخل تستطيع من خلاله دعم نفسها وتلبية الالتزامات المالية تجاه الراهبات. في عام 2000، قامت هادسن واثنان من الراهبات كارول جيلبرت "O.P" وأردث بلات "O.P" بدخول قاعدة بيترسن للدفاع الجوى دون تصريح، ورش دم على طائرة حربية. وألقى القبض على الثلاث مع حبسهم. وانتقلوا بعد ذلك للسجن الفيدرالى حتى اسقطت عنهم التهم بسبب عدم وجود أية اتلافات بالطائرة. وأوضحت جلبرت أن القاعدة جزء من نظام الدفاع «حروب النجم» ولم ترد الحكومة لفت أنظار غير هامة للمنطقة. وفي عام 2002، استطعن مجموعة الراهبات من الدخول لمنصات صواريخ مينوتمن الثالث في كولورادو. فتنكرن في زى واقى أبيض مكتوب عليه «فريق المواطن لتفتيش السلاح»، وقمن بتصويب السلاح تجاه الصاروخ، ورسمن الصليب من دمائهم وصلين من أجل السلام. وارتدن الراهبات الزى الدينى الخاص بهن في إعادة محاكمتهن، وأثناء جلسة الاستماع تشاركن في احتجاج صامت عن طريق الاكتفاء بالإيماءة في الرد على القاضى. ومنح رئيس المحكمة روبرت أي بلاكبرن طلب استهلالى للنيابة أثناء المحاكمة بمنع الراهبات من النقاش في مشروعية أفعالهم في ظل القانون الدولى ودفاع نورمبرغ.ي وقضت المحكمة بالسجن على المجموعة ما بين 31 و 40 شهر لعرقلة الدفاع الوطنى وإتلاف ممتلكات حكومية. ورفضت الدائرة العاشرة لمحكمة الاسئتناف طعن الراهبات في عام 2005. في عام 2010، دخلت هادسن و 13 آخرين بشكل غير قانونى على أسس مختبر أوك ريدج الوطني . وحجزت بسجن جورجيا في انتظار الحكم عليها، إلا أن تم السماح لها بالبقاء بالمنزل في يونيو 2011 نتيجة التدهور الحاد في صحتها.

## الوفاة والإرث
توفيت هادسن في 3 أغسطس 2011، عن عمر يناهز 76 بمركز هارسون الطبى القريب من منزلها بمدينة بولسبو بولاية واشنطن. كانت تعانى من التهاب رئوى، ولكن الوفاة كانت بسبب الميولوما المتعددة. وكانت عضو في النظام الدومينيكى على مدار 58 عاما حتى وفاتها. وفي نوفمبر 2011، قامت دورلى رانى المناضلة بحركة اوكيباى سياتل بتشييد شخصية هادسن مصدرا للإلهام لها «استمرت في القتال في المعركة الإنسانية، حتى في أعوام الشتاء من حياتها».